# Aphanocalyx obscurus
Aphanocalyx obscurus är en ärtväxtart som beskrevs av Jan Johannes Wieringa. Aphanocalyx obscurus ingår i släktet Aphanocalyx och familjen ärtväxter. Inga underarter finns listade i Catalogue of Life.